# Като, Дайдзиро
Дайдзиро Като (яп. 加藤 大治郎 Като Дайдзиро ,  4 июля 1976 — 20 апреля 2003) — японский мотогонщик. Был чемпионом мира MotoGP в классе 250cc.
Погиб в аварии на трассе Судзука Мото Гран-при Японии в 2003 году.